# Confine tra eSwatini e Sudafrica
Il confine tra l'eSwatini e il Sudafrica ha una lunghezza di 438 km e ha una forma a semicerchio a ovest dei due triplici confini con il Mozambico.

## Descrizione
Il confine tra i due paesi è delimitato da pilastri e fiumi. Forma un semicerchio irregolare a ovest dei due triplici confini con il Mozambico sul Great Usutu e sul Mpundweni Beacon. Gran parte del tracciato segue segmenti rettilinei sia tra le vette che lungo le varie creste montuose.

## Storia

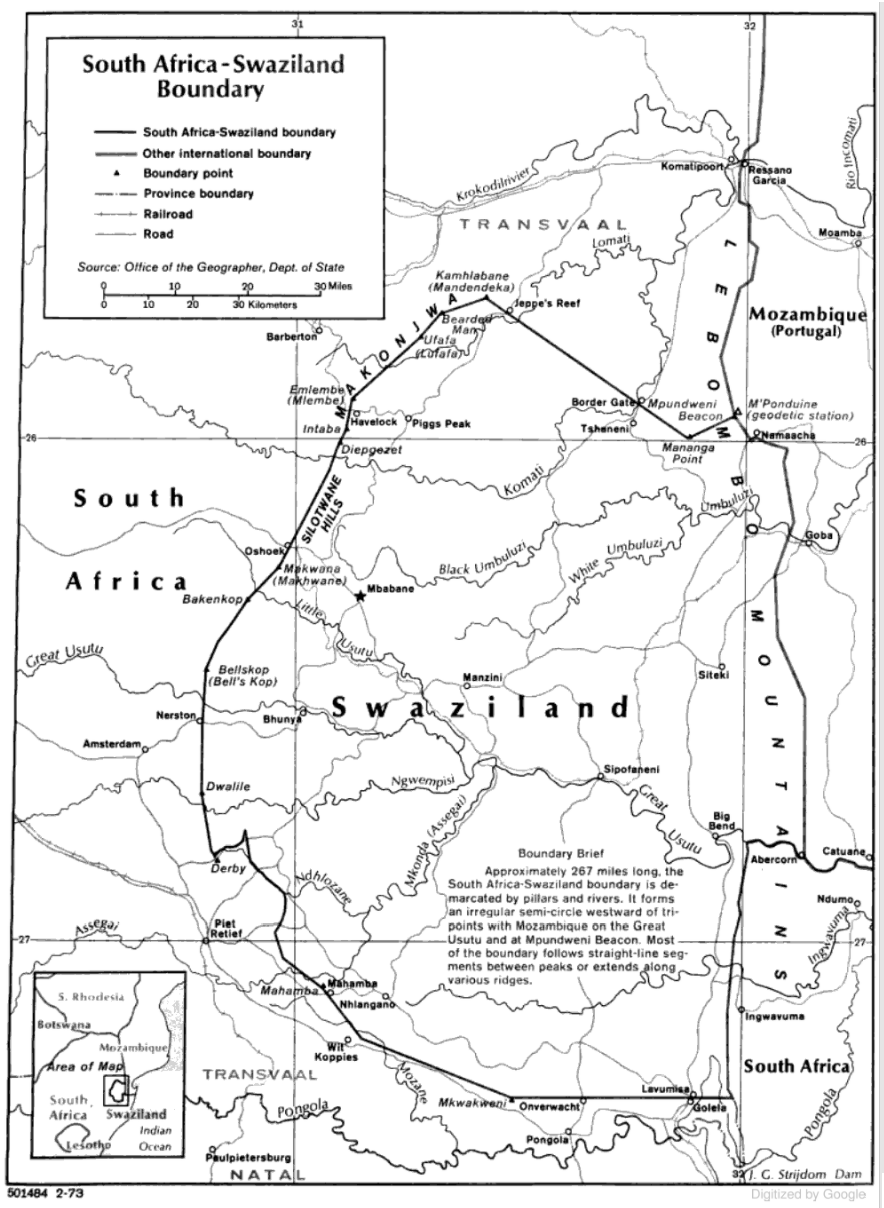
Mappa del confine tra eSwatini e Sudafrica

Una prima delimitazione del confine risale alla convenzione di Pretoria del 1881 che ripristinando l'autogoverno nella Sudafrica, cambiandone il nome in Transvaal, stabilì un confine tra lo Stato del Transvaal e lo Swaziland. La convenzione di Londra del 1884, che sostituì la convenzione di Pretoria, autorizzò il ritorno all'uso del nome della Sudafrica ribadendo inoltre la stessa delimitazione del confine che corrisponde all'allineamento del confine tra eSwatini e Sudafrica nella parte adiacente l'odierna ex provincia del Transvaal. Entrambe le convenzioni del 1881 e del 1884 riconobbero l'indipendenza dello Swaziland.
Nel 1895, il Regno Unito acquisì la sovranità di un'area nota come Transpongola, la cui delimitazione sia a nord che a ovest contenuta nella proclamazione di annessione è la base dell'odierno confine tra eSwatini e Sudafrica, adiacente alla provincia di Natal.

## Dispute territoriali
Nel 2006, il re di eSwatini ha sostenuto il ricorso alla Corte internazionale di giustizia dell'Aia per rivendicare alcune parti delle province sudafricane di Mpumalanga e KwaZulu-Natal.

## Ecosistemi
L'area di conservazione transfrontaliera Lubombo si trova a cavallo del confine tra la provincia sudafricana di KwaZulu-Natal, il Mozambico meridionale ed eSwatini.

## Valichi di frontiera
I valichi di frontiera sono elencati da nord a sud nella tabella sottostante.
| Sudafrica | Sudafrica           | eSwatini | eSwatini           | Orario di apertura | Coordinate geografiche |
| Strada    | Posto di frontiera  | Strada   | Posto di frontiera | Orario di apertura | Coordinate geografiche |
| --------- | ------------------- | -------- | ------------------ | ------------------ | ---------------------- |
|           | Bothashoop          | MR13     | Gege               | 08:00–16:00        | 26.9737°S 30.9684°E    |
|           | Emahlathini         | MR4      | Sicunusa           | 08:00–18:00        | 26.8605°S 30.9084°E    |
| N720      | Golela              | MR8      | Lavumisa           | 07:00–22:00        | 27.3172°S 31.8884°E    |
| R570      | Jeppes Reef         | MR1      | Matsamo            | 07:00–20:00        | 25.7507°S 31.4676°E    |
| R40       | Josefsdal           | MR20     | Bulembu            | 08:00–16:00        | 25.9446°S 31.1215°E    |
| R543      | Mahamba             | MR9      | Mahamba            | 07:00–22:00        | 27.1055°S 31.0691°E    |
| R571      | Mananga             | MR5      | Mananga            | 07:00–18:00        | 25.9331°S 31.7613°E    |
| R65       | Nerston             | MR19     | Sandlane           | 08:00–18:00        | 26.5697°S 30.7918°E    |
| N17       | Oshoek              | MR3      | Ngwenya            | 07:00–22:00        | 26.2125°S 30.9892°E    |
|           | Onverwacht, Gauteng | MR21     | Salitje            | 08:00–18:00        | 27.3162°S 31.6438°E    |
|           | Waverley            |          | Lundzi             | 08:00–16:00        | 26.3275°S 30.8885°E    |